# Husinec (Prachatice)
Husinec (en alemán: Hussinetz) es una ciudad del distrito de Prachatice, en la región de Bohemia Meridional, de la República Checa. Tiene alrededor de 1450 habitantes. Se dice que es el lugar de nacimiento del teólogo y filósofo checo Jan Hus.

## Historia
El primer registro escrito sobre la localidad data de 1291, cuando Heinrich Vok von Borek und Husinec (Jindřich Vok z Borku a Husince) declaró sus derechos sobre el área en el Tribunal de Distrito. En 1359, el pueblo se convirtió en una ciudad. Un castillo fue construido en el siglo XIV. El 8 de septiembre de 1441, los señores enojados de Prachatice incendiaron el castillo y demolieron los restos carbonizados. En 1601, la Casa de Kolowrat compró la ciudad, seguida de Hans Ulrich von Eggenberg, al servicio de  Fernando II de Habsburgo, en 1630. Después de la Batalla de la Montaña Blanca, muchos residentes de Husinec, que eran seguidores del reformador Jan Hus y sus enseñanzas, emigraron al extranjero. De 1655 a 1848, Husinec cayó bajo el control de la Casa de Schwarzenberg, en cuyo poder permanecería formalmente hasta 1848.
La economía de Husinec dependía del comercio producido por la ruta comercial Zlatá stezka (camino dorado. Las mercancías transportadas en la ruta incluyeron, principalmente, sal, ropa cara, vino, mariscos, frutas tropicales, especias, hierro y armas.
Desde 1867 formó parte del Imperio austrohúngaro. Durante el siglo XIX se fue desarrollando la industria textil y alimentaria, actividades a las que desde finales de ese siglo se sumaría el turismo.
Tras la desintegración del Imperio austrohúngaro, desde el 28 de octubre de 1918, Hasinec formó parte de Checoslovaquia. Fue ocupada en octubre de 1938 por tropas alemanas, como resultado de los Acuerdos de Múnich. Al finalizar la Segunda Guerra Mundial la ciudad fue devuelta a la entonces Checoslovaquia.
- Datos: Q1638949
- Multimedia: Husinec (Prachatice District) / Q1638949